# 1926年美國
|        | 美國歷史 \| 美國歷史年表                                                                                                   |
| 世紀： | 19世紀美國 \| 20世紀美國 \| 21世紀美國                                                                                     |
| 年代： | 1890年代美國 \| 1900年代美國 \| 1910年代美國 \| 1920年代美國 \| 1930年代美國 \| 1940年代美國 \| 1950年代美國               |
| 年份： | 1922年美國 \| 1923年美國 \| 1924年美國 \| 1925年美國 \| 1926年美國 \| 1927年美國 \| 1928年美國 \| 1929年美國 \| 1930年美國 |
| 紀年： | 美国独立150周年 |

## 聯邦政府

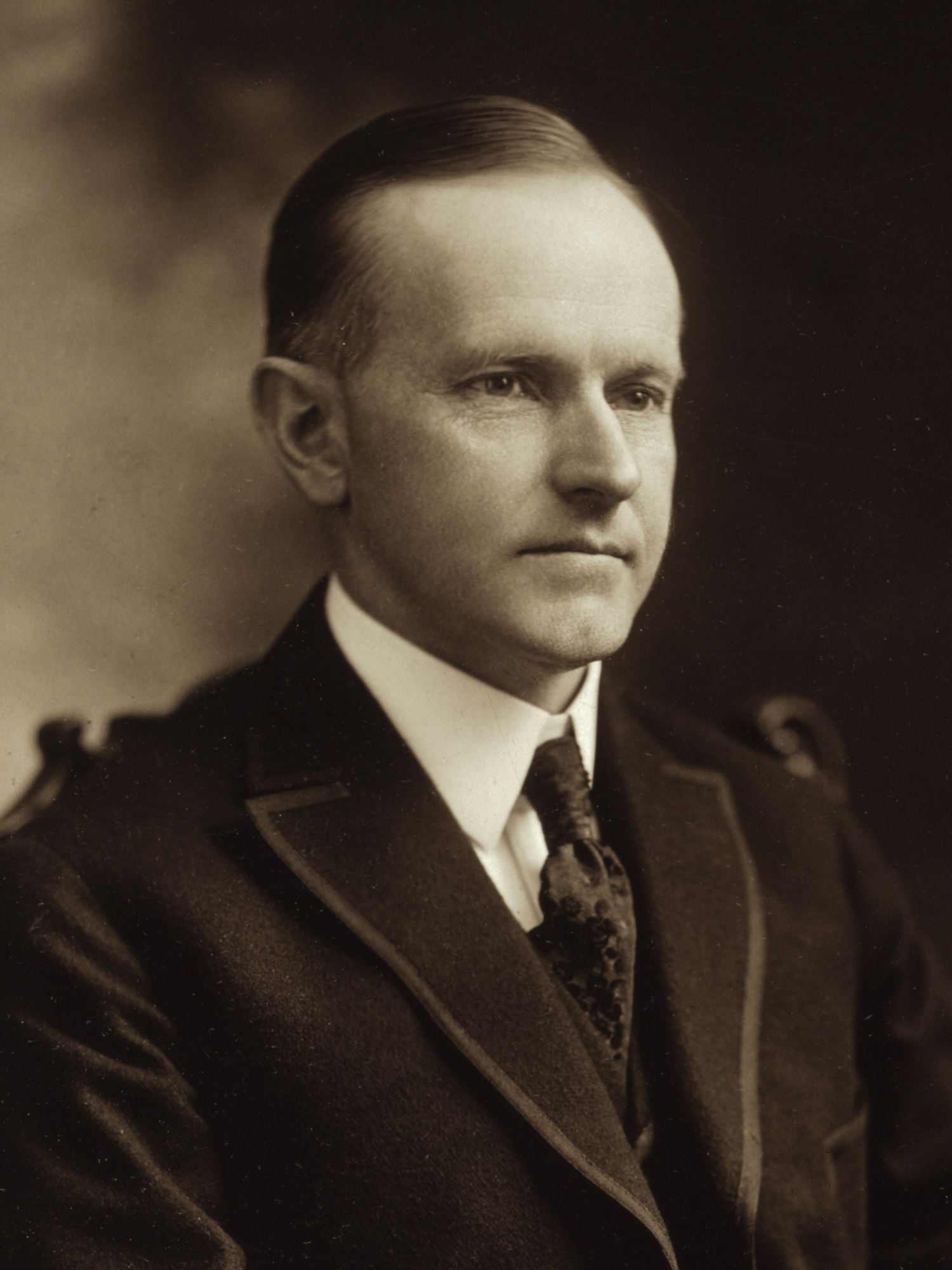
總統：卡尔文·柯立芝
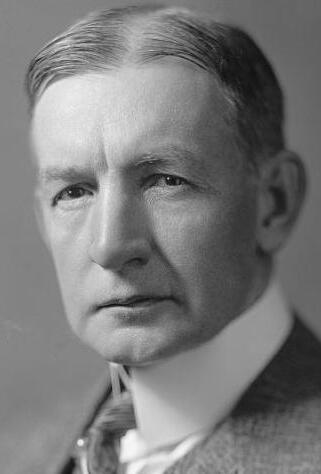
副總統：查尔斯·盖茨·道威斯
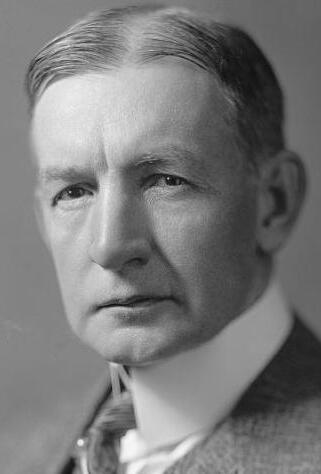
參議院議長：查爾斯·蓋茨·道威斯（副總統兼任）
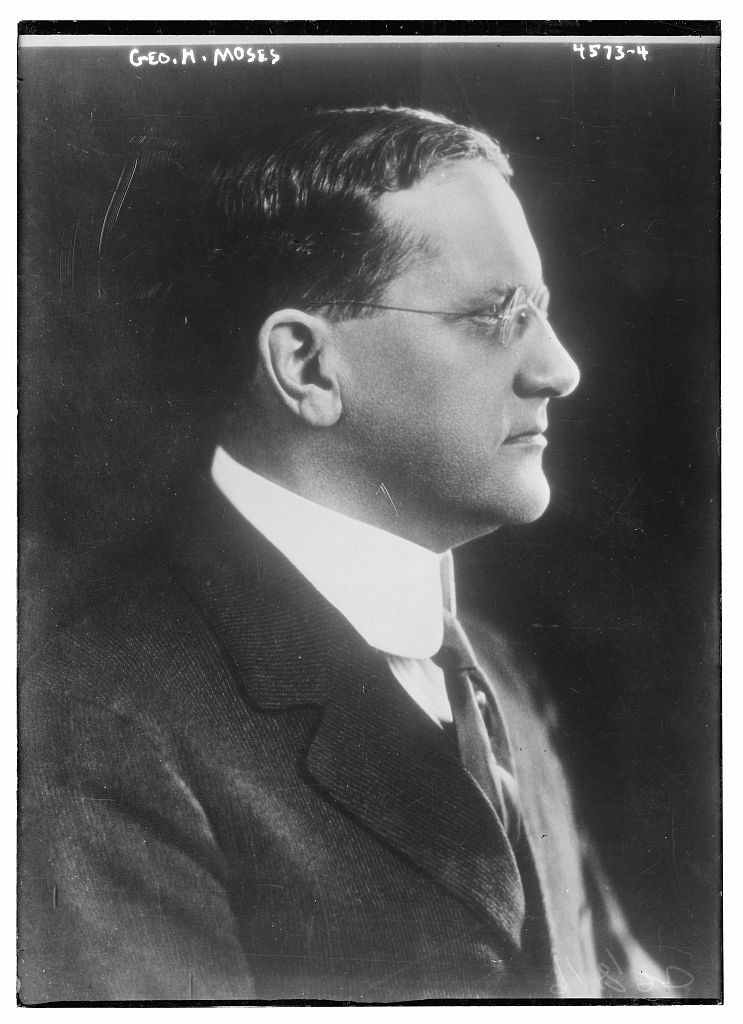
參議院臨時議長：喬治·H·莫塞斯
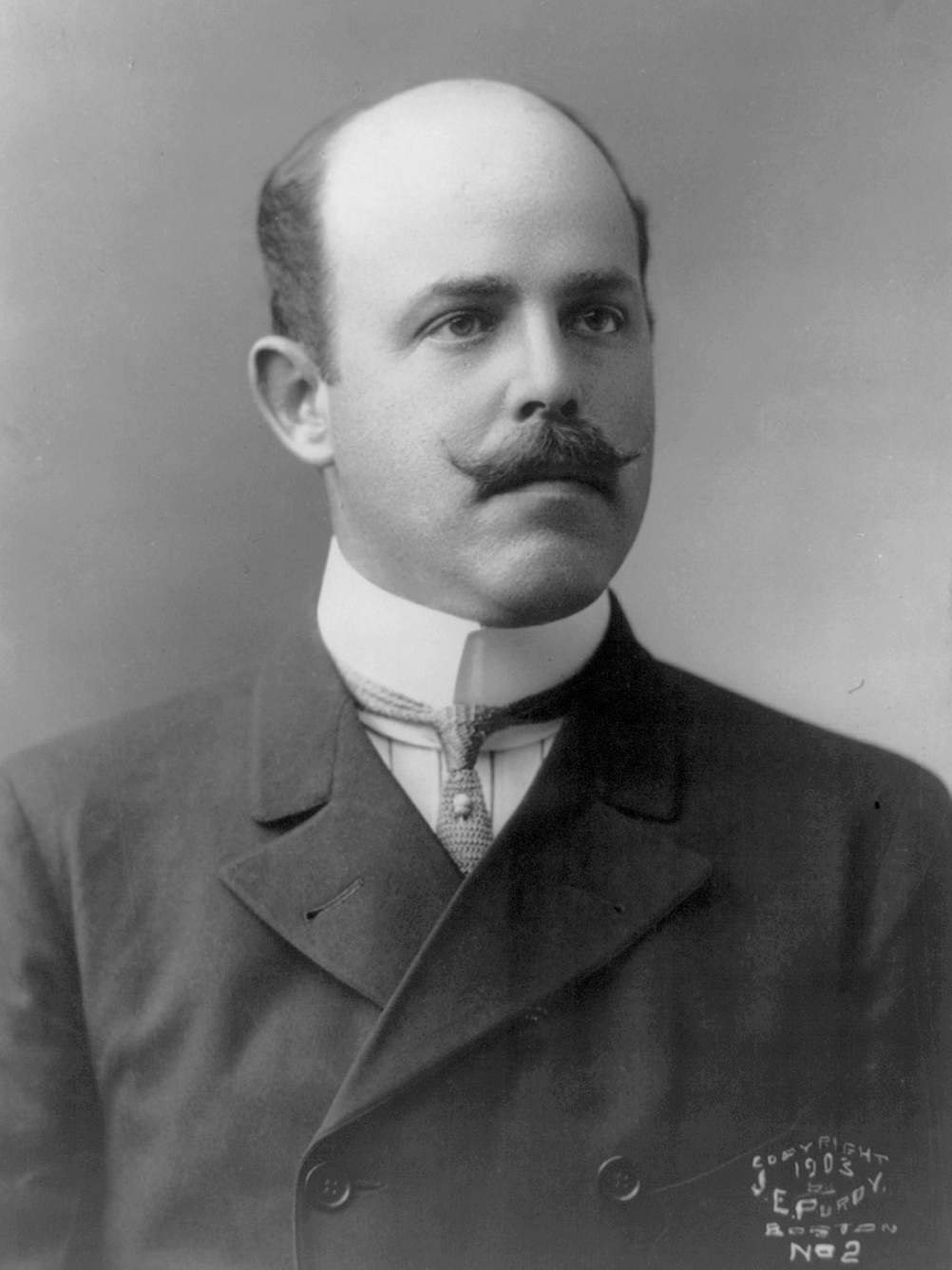
眾議院議長：尼古拉斯·朗沃思
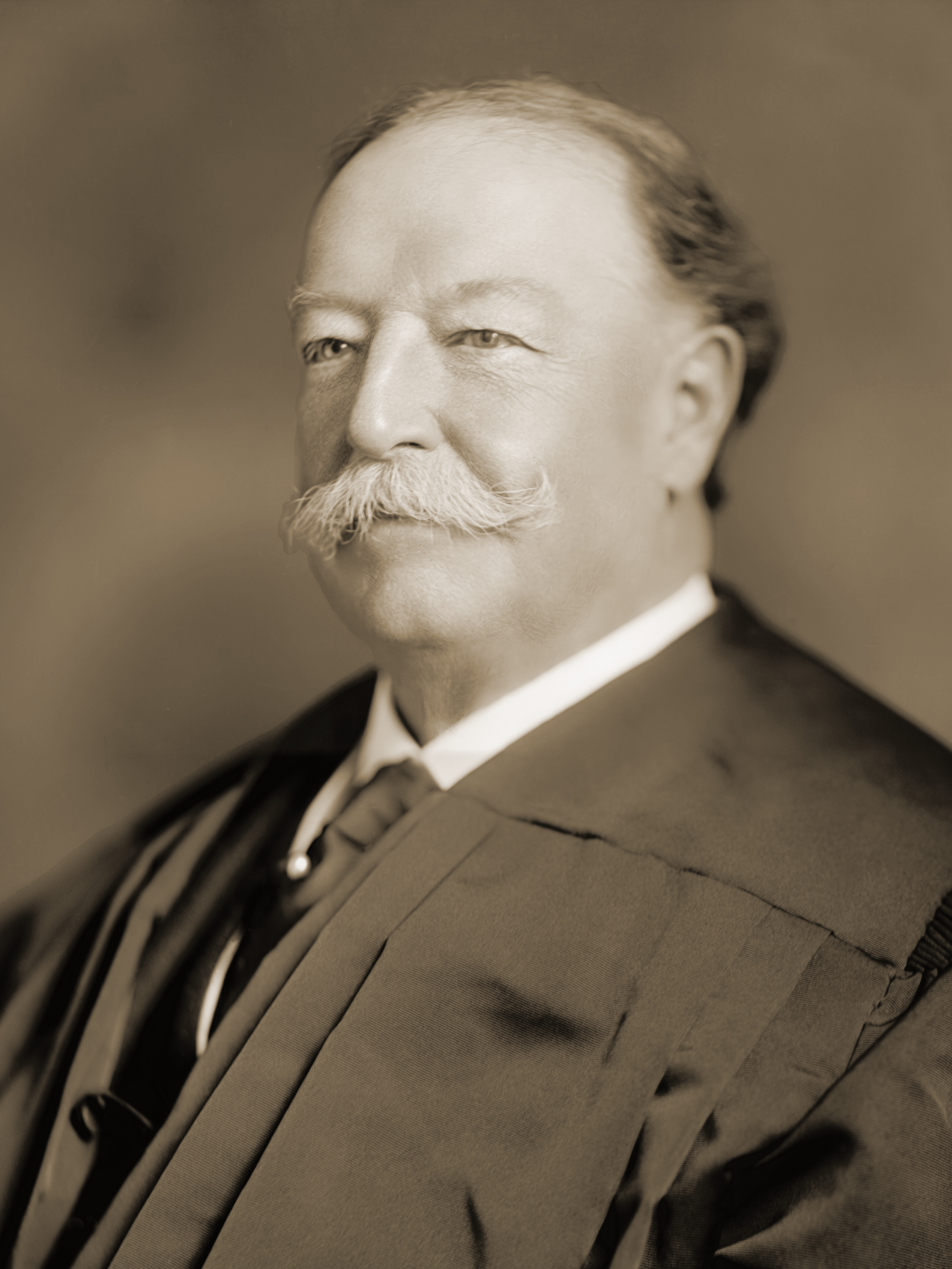
首席大法官：威廉·霍华德·塔夫脱

## 外部連結
- 维基共享资源上的相關多媒體資源：1926年美國